# Наскельні малюнки Сьєрра-де-Сан-Франсіско
Наскельні малюнки Сьєрра-де-Сан-Франсіско (ісп. Pinturas rupestres de la Sierra de San Francisco) — група доісторичних малюнків, знайдених в регіоні Сьєрра-де-Сан-Франсіско мексиканського штату Баха-Каліфорнія.

## Опис
Вони були створені народом кочимі, що колись мешкав в цьому районі. Про цей народ відомо досить мало, крім того, що вони прийшли з півночі. Малюнки виконані на дахах та стінах укрить в скельному масиві, де мешкали представники народу, та були відкриті єзуїтом Франсіско Хав'єром у 18 столітті. Загалом в районі відомо близько 250 ділянок з такими малюнками, всі у муніципалітеті Мулеге на території біосферного резерву Ель-Віскаїно. Доступ до малюнків ускладнюється віддаленістю району, що і захистило їх від вандалізму. Цей район найбагатіший на залишки доісторичних культур на Каліфорнійському півострові, що високо цінуються завдяки високій якості, різноманіттю, яскравим кольорам та доброму збереженню малюнків. З 1989 року вони входять до списку Світової спадщини.
За стародавніми повір'ями малюнки були створені расою гігантів, що є результатом розміру людських фігур на зображеннях, які досягають росту 2 м. Також на малюнках часті магічно-релігійні мотиви. Інші мотиви включають зброю та різноманітних тварин, таких як кролі, пуми, рисі, олені, козли, кити, черепахи, тунці, сардини, восьминоги, орли і пелікани, так саме як і абстрактні елементі різноманітного вигляду. Ймовірно вони мають відношення до культури кочівників-мисливців, що мешкали на півночі Мексики та півдні США до прибуття іспанців, хоча і не виявляють схожих рис з характерним мистецтвом цих груп. Час створення малюнків приходиться на період з 1100 року до н. е. до 1300 року н. е.

## Галерея

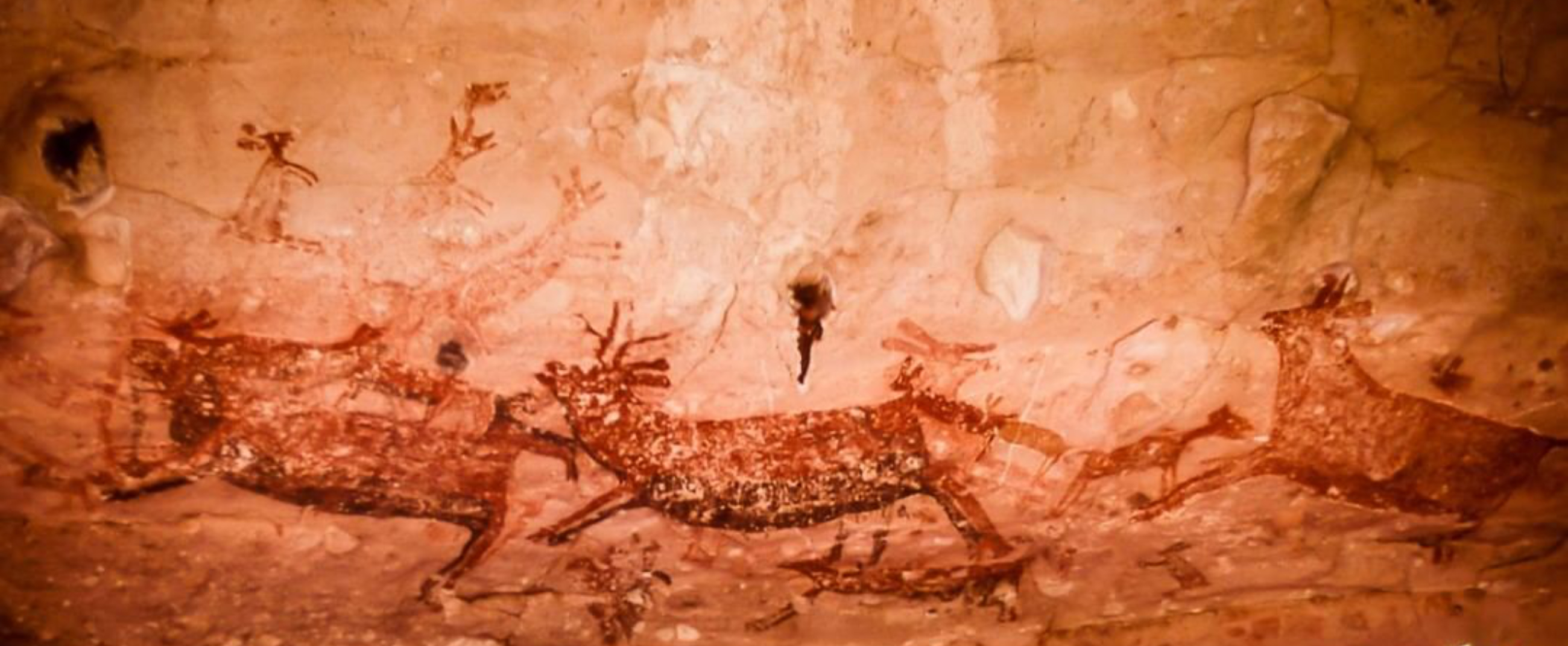
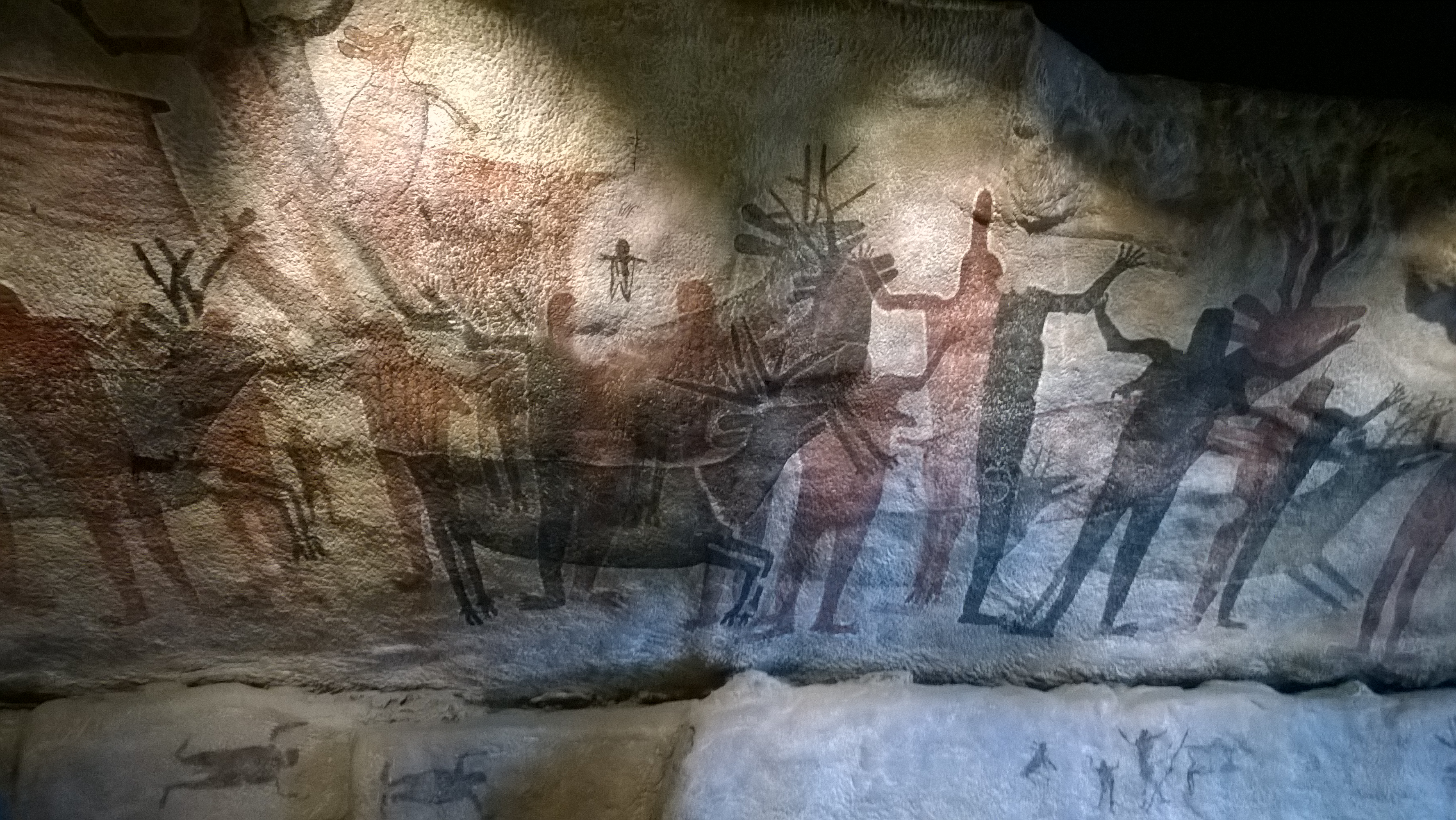